# Светска здравствена организација
Светска здравствена организација (СЗО) (енгл. World Health Organization (WHO); арап. ; кин: 世界卫生组织; фр. ; рус. ; шп. Organización Mundial de la Salud) посебна је организација Уједињених нација која делује као координирајуће тело међународног јавног здравства. Основана је 1948. и заседа у Женеви. Има за циљ да доведе све народе на највиши могући ниво физичког и менталног здравља и спокоја; да се бори против великих ендемских болести и епидемија, и да доприноси развоју хигијене; да координира међународну акцију у области здравства; да доприноси напретку научне и стручне сарадње у области медицине.
СЗО је донела специјалне програме за научно истраживање, као што су програми о тропским болестима (у договору са ПИНР-ом и светском банком), о акцијама за борбу против маларије или о стандардима у исхрани (у договору са ФАО), настојећи да прецизно дефинише прехрамбене производе у исти мах безопасне и храњиве, прихватљиви ниво прехрамбених адитива или дозвољене границе талога пестицида, итд.
Организује кампање обавештавања народа (путем плаката) или персонала у здравству у разним државама (достављањем стручних брошура). Она такође организује кампање за бригу о вакцинацији (један од најзапаженијих успеха је несумњиво елиминисање великих богиња у њеној ендемској форми.

## Историја

### Успостављање
Током конференције Уједињених нација о међународној организацији 1945. године, Сцеминг Сце, делегат из Кине, дискутовао је са норвешким и бразилским делегатима идеју о стварању међународне здравствене организације под покровитељством нових Уједињених нација. Након што нису успели да пласирају резолуцију посвећену тој теми, Алџер Хис, генерални секретар конференције, препоручио је да поднесу декларацију за оснивање такве организације. Сце и други делегати су лобирали, и консеквентно је донесена декларација која позива на међународну конференцију о здрављу. Употреба речи „светска”, уместо „међународна”, наглашава истинску глобалну природу циљева ове организације. Конституцију Светске здравствене организације је потписало свих 51 земаља Уједињених нација, и 10 других земаља, дана 22. јула 1946. Она је тако постала прва специјализована агенција Уједињених нација која је имала подршку свих чланова. Њена конституција је формално ступила на снагу током првог Светског дана здравља 7. априла 1948, када је била ратификована од стране 26 земаља чланица. Први састанак Светске здравствене скупштине је завршен 24. јула 1948. Током састанка је обезбеђен буџет од 5 милиона долара (тада 1.250.000 фунти) за 1949 годину. Андрија Штампар је био први председник скупштине, и Г. Брок Хишолм је био постављен за генералног директора СЗО, након што је служио као извршни секретар током периода планирања. Први приоритети организације су били контрола ширења маларије, туберколозе и сексуално преносивих болести, као и побољшање здравља мајки и деце, исхрана и еколошка хигијена. Њен први законодавни акт се бавио компилацијом тачних статистичких података о ширењу и морбидитету болести. Лого Светске здравствене организације приказује Асклепијев штап као симбол излечења.

### Оперативна историја
Године 1947. СЗО је успоставила епидемиолошки информациони сервис преко телекса, и до 1950. масовна туберкулозна инокулација користећи Бе-се-же вакцину је била у току. Године 1955, је лансиран програм за искорењивање маларије, који је касније преображен у циљ. Године 1965. је објављен први извештај о шећерној болести и креирана је Међународна агенција за истраживање канцера.
Године 1958, Виктор Зхданов, заменик министра за здравље СССР, позвао је Светску здравствену скупштину да спроведе глобалну иницијативу за ерадикацију богиња, што је резултирало у доношењу Резолуције WHA11.54. У то време, 2 милиона људи је умирало од богиња сваке године.
Године 1966, СЗО се уселила у зграду свог седишта.
Године 1967, Светска здравствена организација је интензивирала ерадикацију глобалних богиња улажући $2,4 милиона годишње у напоре и адаптацију нових метода надзора болести. Иницијални проблем са којим се СЗТ тим суочио је било неадекватно пријављивање случајева малих богиња. СЗО је успоставила мрежу консултаната који су помагали земљама у успостављању надзора и активностима задржавања ширења болести. СЗО је исто тако помогла у ограничавању ширења задње европске епидемије у Југославији 1972. Након више од две деценије борбе против великих богиња, СЗО је 1979. објавила да је болест искорењена - прва болест у историји која је елиминисана људским напорима.
Године 1974, Проширени програм имунизације и контролни програм онкоцерцијазе је започет. То је било важно партнерство између Организације за храну и пољопривреду (ФАО), Програма Организације уједињених нација за развој (UNDP), и Светске банке. Године 1967 Специјални програм за истраживање и обуку у тропским болестима је исто тако био започет. Године 1976, Светска здравствена скупштина је гласала за доношење резолуције о Спречавању инвалидности и рехабилитацији, са фокусом на бризи о заједници. Године 1977. израђена је прва листа есенцијалних лекова, а годину дана касније проглашен је амбициозни циљ „здравља за све”. Године 1986, СЗО је започела свој глобални програм на Сиди. Две године касније разматрани су видови спречавање дискриминације болесника, и године 1966. је формиран . Године 1988, Глобална иницијатива за ерадикацију полиа је успостављена. Године 1998, генерални директор СЗО је на петнаестој годишњици оснивања СЗО нагласио прогрес у стопи преживљавања деце, умањеној смртности одојчади, повећаној очекиваној дужини животног века и сниженој стопи „несрећа” као што су велике богиње и полио. Међутим, он исто тако нагласио да много тога остаје да се уради да би се побољшало здравље мајки и да је напредак у тој области био спор.
Године 2000, Партнерство за заустављање туберкулозе је креирано заједно са УН формулацијом Миленијумских циљева развоја. Године 2001. је формирана иницијатива за морбиле са циљем смањења глобалне стопе смртности од ове болести за 68% до 2007. године. Године 2002, Глобални фонд за борбу против сиде, туберкулозе и маларије је успостављен ради повећања доступних ресурса. Године 2006, организација је подржала примену првог званичног сета средстава против сиде за примену у Зимбабвеу, што је формирало основу за глобални план превенције, лечења и подршке у борби против пандемије сиде.

### Општи фокус
Устав СЗО наводи да је њен циљ „да сви људи остваре највиши могући здравствени ниво”. СЗО остварује своје циљеве путем својих функција као што је дефинисано њеним уставом:
- да делује као усмеравајући и координирајући ауторитет за међународни здравствени рад
- да успостави и одржава ефективну сарадњу са Уједињеним нацијама, специјализованим организацијама, државним здравственим администрацијама, професионалним групама и низом других организација које се могу сматрати одговарајућим
- да помаже владама, по њиховом захтеву, у јачању здравствених служби
- да пружа одговарајућу техничку помоћ и, у хитним случајевима, неопходну помоћ на захтев или уз пристанак влада
- да пружи или помогне у обезбеђивању, по захтеву Уједињених нација, здравствених услуга и постројења специјалним групама, као што су људи са поверених територија
- да успостави и одржава административне и техничке сервисе који могу су неопходни, као што су као што су епидемиолошке и статистичке службе
- да стимулише и има саветодавну улогу у раду на ерадикацији епидемијских, ендемских и других болести
- да промовише, по потреби у сарадњи са другим специјализованим агенцијама, превенцију случајних повреда
- да промовише, по потреби у сарадњи са другим специјализованим агенцијама, побољшање исхране, становања, санитарије, рекреације, економских или радних услова и других аспеката хигијене животне средине
- да промовише сарадњу међу научним и професионалним групама које доприносе напретку здравља
- да предлаже конвенције, споразуме и прописе и даје препоруке у вези са међународним здравственим питањима

Године 2012 СЗО је дефинисала своју улогу у јавном здрављу на следећи начин:
- пружање вођства у питањима која су од кључног значаја за здравље и ангажовање у партнерствима где је потребно заједничко деловање;
- обликовање истраживачког програма и подстицање стварања, превођења и ширења вредног знања;[18]
- постављање норми и стандарда и промовисање и праћење њихове имплементације;
- артикулисање етичких и на евиденцији базираних политичких опција;
- пружање техничке подршке, катализирање промена и изградња одрживих институционалних капацитета; и
- праћење здравствене ситуације и процена здравствених трендова.

### Заразне болести
У СЗО буџету за 2012–2013 је идентификовано пет области међу којима су дистрибуирана средства. Две од тих пет области се односе на инфективне болести: прва је опште смањење „здравственог, социјалног и економског оптерећења” заразних болести; друга се бави борбом против ХИВ/АИДС, маларије и туберкулозе.
Године 2015 СЗО је функционисала у оквиру UNAIDS мреже и настојала да укључи делове друштва изван здравства, како би помогла у решавању економских и социјалних ефеката ХИВ/АИДС инфекције. У сагласности са UNAIDS, СЗО је поставила себи привремени задатак да између 2009. и 2015. године ради на смањењу броја заражених за 50% у старосном опсегу 15-24 година; на смањењу нових инфекција ХИВ-ом код деце за 90%; и на смањењу смртних случајева повезаних са ХИВ-ом за 25%.
Током 1970-тих, СЗО је одустала од своје подршке кампањи за глобалну ерадикацију маларије уз образложење да је то превише амбициозан подухват, али је задржала своју снажну подршку контроли маларије. СЗО глобални програм за маларију ради на праћењу случајева маларије и развоју шема за контроле болести. Од 2012. године СЗО прати ефекте RTS,S/AS01 вакцине за маларију као могућег решења проблема. За сада се инсектицидом третиране мреже за комарце и инсектицидни спрејеви користе за спречавање ширења маларије, као и антималаријски лекови – посебно код угроженог дела популације као што су труднице и мала деца.
Између 1990 и 2010, СЗО помоћ је допринела смањењу броја смртних случајева од туберкулозе за 40%, и од 2005, преко 46 милиона људи је било третирано и процењује се да је 7 милиона живота спасено применом пракси које заступа СЗО. То укључује ангажовање националних влада и њихово финансирање, рану дијагнозу, стандардизацију лечења, праћење ширења и утицаја туберкулозе и стабилизацију снабдевања лековима. Такође је препозната рањивост жртава ХИВ/АИДС-а на туберкулозу.
Године 1988, СЗО је покренула иницијативу глобалне ерадикације полиомијелитиса. Ова иницијатива је била успешна у редуковању броја случајева за 99%. То је остварено путем партнерства СЗО са Ротари клубом, Центрима за контролу и превенцију болести (CDC) и Дечјим фондом Уједињених нација (UNICEF), и низом мањих организација. Године 2011 СЗО је радила на имунизацији мале деце и спречавању поновне појаве обољења у земљама које су декларисане „ослобођеним од полиа”.

### Незаразне болести
Једна од СЗО приоритетних области је превенција и редукција „болести, инвалидности и преране смртности услед хроничних незаразних болести, менталних болести, насиља и повреда, и оштећења вида”.

### Здравље животне средине
СЗО процењује да је 12,6 милиона људи умрло у 2012. години као резултат живота и рада у нездравом животном окружењу – овим је обухваћено скоро 1 у 4 од тоталних глобалних смртних случајева. Фактори ризика животне средине, као што су загађење ваздуха, воде и земљишта, излагање хемикалијама, климатске промене, и ултраљубичаста радијација, доприносе негативном утицају више од 100 типова болести и повреда.

### Животни курс и животни стил
СЗО ради на „редуковању морбидитета и морталитета и побољшању здравља током кључних стадијума живота, укључујући трудноћу, рођење детета, неонатални период, детињство и младост, и побољшању полног и репродуктивног здравља и промовише активно и здраво старење за све индивидуе”.
Организација исто тако покушава да спречи и редукују факторе ризика услед „здравствених услова везаних за употребу дувана, алкохола, дрога и других психоактивних супстанци, нездраве исхране, физичке неактивности и несигурног секса”".
СЗО ради на побољшању исхране, сигурности и безбедности хране, и на осигурању да она има позитиван утицај на јавно здравље и одрживи развој.